# Giuseppe Maria Orlandini
Pour les articles homonymes, voir Orlandini.
Giuseppe Maria Orlandini (Florence, 4 avril 1676 - 24 octobre 1760) est un compositeur italien baroque du XVIIIe siècle.

## Biographie
Giuseppe Maria Orlandini est maître de chapelle au service du grand-duc de Toscane Gian Gastone de' Medici et travaille aussi à la cathédrale et à l'église San Michele de sa ville natale. Il est membre de l'Accademia Filarmonica de Bologne.
Il compose de nombreux opéras, notamment sur des livrets de Métastase et d'Apostolo Zeno, œuvres représentées dans de nombreuses villes italiennes et européennes comme Florence, Bologne, Milan, Rome, Naples, Reggio d'Émilie, Turin, Venise, Munich, Copenhague, Saint-Pétersbourg.
Son œuvre la plus connue est l'intermezzo Bacocco e Serpilla (1715).